# Змеиный источник
«Змеиный источник» — российский художественный фильм в жанре триллера с элементами мистического детектива, поставленный в 1997 году режиссёром Николаем Лебедевым на Киностудии им. М. Горького при содействии Госкино. Первый психологический триллер российского кинематографа.

## Сюжет
Конец 1990-х годов. Юная студентка биологического факультета педагогического вуза Дина Сергеева приезжает на практику в школу провинциального городка ради своего возлюбленного Алексея, врача местной больницы, с которым они познакомились во время его командировки. Во время их ночной встречи в городском парке около пляжа выясняется, что молодой человек уже женат на несовершеннолетней дочери бывшего школьного завхоза Марьяны Павловны Зиночке. Она беременна от Алексея. Дина идёт купаться и обнаруживает изуродованный до неузнаваемости труп молодой девушки, смерть которой наступила в результате удушения. На крик Дины сбегается вся округа, и её сразу же задерживает милиция. Дина становится главной подозреваемой. Следователь местного отдела внутренних дел Пётр Матюхин начинает всячески оказывать давление на девушку, чтобы та созналась в убийстве. Имеются фотографии, где Дина запечатлена рядом с погибшей в пляжном ресторане неподалёку от местной достопримечательности — «Змеиного источника». Благодаря вмешательству школьного директора, Тамары Георгиевны, Дину отпускают и она приступает к работе и к повседневной жизни. Но следователь не снимает с неё подозрения в убийстве и оставляет под подпиской о невыезде.
Тамара Георгиевна, имея большой авторитет в городе, старается всячески изменить ход следствия по этому делу. В этом ей оказывает активное содействие школьный секретарь Андрон Балашов — бывший воспитанник-вундеркинд той же школы и гордость города.
В это же время в городке продолжается череда серийных убийств юных девушек. Местные жители уверены, что Дина причастна к этим жестоким убийствам. Они требуют для неё самого сурового наказания и начинают охоту за ней. Кто-то специально «подставляет» молодую учительницу. Бывшая завхоз школы Марьяна Павловна, у которой Дина снимает комнату с момента своего приезда, в свете последних событий готова выставить ту на улицу. Единственным человеком, который готов помочь Дине, оказывается местный фотограф Андрей и жена Алексея Зиночка...

## В ролях
- Екатерина Гусева — Дина Владимировна Сергеева, студентка пединститута, учительница-практикантка
- Ольга Остроумова — Тамара Георгиевна, директор школы
- Евгений Миронов — Андрон Анатольевич Балашов, школьный секретарь
- Сергей Маховиков — Алексей Григорьевич, врач местной больницы, любовник Дины
- Дмитрий Марьянов — Андрей, фотограф
- Лев Борисов — Семён Семёнович
- Михаил Филиппов —  Пётр Матюхин, следователь (озвучивает Александр Рахленко)
- Елена Анисимова — Марья Павловна, мать Зиночки
- Екатерина Вуличенко — Зиночка, жена Алексея (озвучивает Мария Порошина)
- Николай Молочков — дворник
- Жанна Андреева — Галя, санитарка в морге
- Татьяна Новик — медсестра
- Владимир Коппалов — экскурсовод
- Лиана Королёва — завуч школы
- Людмила Алёхина — мать Андрона
- Вадим Вильский — актёр

## Съёмочная группа
- Автор сценария — Николай Лебедев
- Режиссёр-постановщик — Николай Лебедев
- Оператор-постановщик — Сергей Астахов
- Композитор — Михаил Смирнов

## Производство
Фильм был снят в посёлках городского типа Пролетарский (Московская область) и Шарапова Охота Серпуховского района Московской области с 1 июня по 27 июня 1997 года — 26 съёмочных дней (один из самых рекордных сроков в истории российского кино).
Самый первый кадр фильма (вид с реки на Кремль Великого Новгорода) снимался в самый последний момент.
Роль директрисы школы Тамары Георгиевны писалась поначалу для Светланы Дружининой, которая отказалась — она начинала съёмки сериала «Тайны дворцовых переворотов». Тогда сценарий был предложен Маргарите Тереховой, что вызвало негодование актрисы. Среди прочих претенденток на роль: Нина Дробышева и Людмила Алёхина. Актриса Ольга Остроумова отнеслась к проекту с опаской, поскольку боялась, что фильм станет очередной «чернухой», что в те годы было характерно для российского кинематографа. После разговора с режиссёром и кинопробы она согласилась сниматься и в результате осталась довольна.
Роль секретаря директора школы Андрона Анатольевича должен был исполнить Сергей Безруков, но тот отказался от неё, посчитав, что ему не стоит начинать карьеру в кино с роли маньяка-убийцы. В итоге на роль согласился Евгений Миронов, который должен был сыграть фотографа Андрея. Для молодого актёра это был первый сыгранный отрицательный персонаж.
В картине дебютировали Екатерина Гусева, которую предложил на роль продюсер фильма Валерий Тодоровский, и Екатерина Вуличенко.

## Рецензии и критика
Киновед Алексей Васильев из журнала «Афиша» в январе 2001 года сравнил первый отечественный психологический триллер «Змеиный источник» Николая Лебедева с советским истерном о Гражданской войне Никиты Михалкова «Свой среди чужих, чужой среди своих». По мнению Васильева, эти фильмы схожи по двум основным критериям. Во-первых, их снимали режиссёры-дебютанты, выпускники ВГИКа, во-вторых, кинокартины объединяет одна задача: «как сделать качественный русский фильм по западной формуле. И не потратиться».